# Pjotr Antonowitsch Boreischa

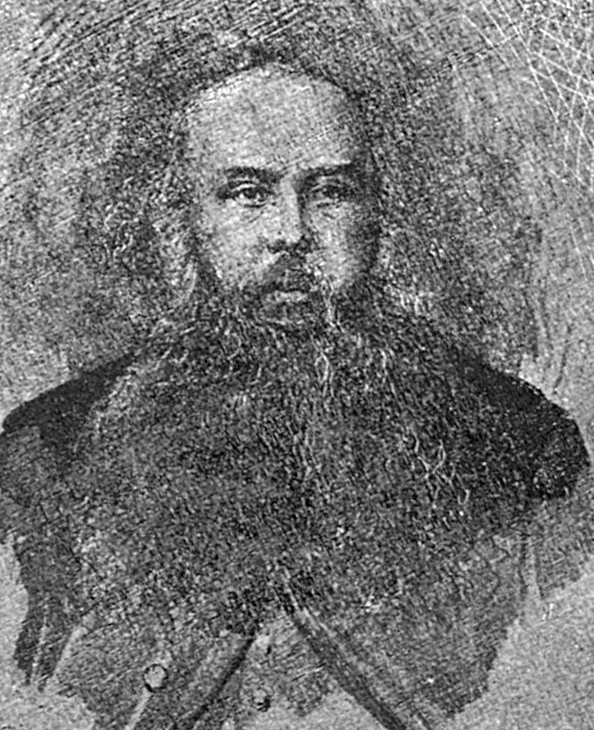
Pjotr Antonowitsch Boreischa

Pjotr Antonowitsch Boreischa (russisch Пётр Антонович Борейша; * 1835 im Gouvernement Mogiljow; † 3. Januarjul. / 16. Januar 1904greg. in St. Petersburg) war ein russischer Verkehrsingenieur und Unternehmer.

## Leben
Boreischa entstammte einer alten Adelsfamilie. Sein Großvater Pjotr Bonifatjewitsch Boreischa war Direktor der Verkehrswege-Abteilung der Verkehrshauptverwaltung. Sein Vater Anton Petrowitsch Boreischa (1802–1875) diente im Verkehrsingenieur-Kadettenkorps.
Boreischa durchlief entsprechend der Familientradition die Ausbildung im Institut des Verkehrsingenieur-Kadettenkorps in St. Petersburg und trat dann als Mitglied dieses Korps’ in den Staatsdienst.
1869–1870 war Boreischa Oberingenieur für den Bau der Eisenbahnstrecke von Rybinsk nach Bologoje. Unter seiner Leitung wurde eine Pontonbrücke über die Wolga eingerichtet, die während des Baus der Brücke zwischen Myschkin und Mologa benutzt wurde. 1872–1874 leitete er als Oberingenieur den Bau der Eisenbahnstrecke von Morschansk nach Sysran. 1878 wurde er Kaufmann 1. Gilde in St. Petersburg. Er beteiligte sich am Bau des Kriegshafens von Libau, des Seekanals nach St. Petersburg (geplant und geleitet von N. I. Putilow), des Handelshafens von Mariupol und am Umbau der Festung Kronstadt mit dem Bau der Forts Graf Totleben und Obrutschew. Auch trat er mit Projekten zu den Wasserwegen von Libau, St. Petersburg und Port Arthur hervor.
Boreischa wurde in der Gruft der Kirche der Heiligen Märtyrerin Jekaterina im Dorf Lsi bei Krestzy bestattet wie auch seine Frau Jekaterina Andrejewna geb. Salowa und seine Tochter Marija. 1927 wurde auf der Suche nach verstecktem Schmuck die Grabstätte geöffnet und zerstört. Teile des Salow-Boreischa-Hofes in Lsi blieben erhalten. In Pensa fand 2009 das erste P. A. Boreischa-Eisenbahn-Festival statt und 2011 das zweite.